# Episodi di Paradise Police (seconda stagione)
La seconda stagione della serie animata Paradise Police, composta da 8 episodi, è stata interamente pubblicata da Netflix il 6 marzo 2020, in tutti i territori in cui il servizio è disponibile.
| nº | Titolo originale                         | Titolo italiano                          | Pubblicazione USA | Pubblicazione Italia |
| -- | ---------------------------------------- | ---------------------------------------- | ----------------- | -------------------- |
| 1  | Paradise Found                           | Paradiso ritrovato                       | 6 marzo 2020      | 6 marzo 2020         |
| 2  | Big Ball Energy                          | Grosse palle                             | 6 marzo 2020      | 6 marzo 2020         |
| 3  | Tucker Carlson is a Huge D**k            | Tucker Carlson è un c***one              | 6 marzo 2020      | 6 marzo 2020         |
| 4  | Who Ate Wally's Waffles                  | Chi ha mangiato i waffle di Wally?       | 6 marzo 2020      | 6 marzo 2020         |
| 5  | The Father, the son and the Post-it Note | Il padre, il figlio e il post-it         | 6 marzo 2020      | 6 marzo 2020         |
| 6  | Flip the Vote                            | Elezioni truccate                        | 6 marzo 2020      | 6 marzo 2020         |
| 7  | Paradise PD Meets Brickleberry           | La polizia di Paradise va a Brickleberry | 6 marzo 2020      | 6 marzo 2020         |
| 8  | Operation DD                             | Operazione DD                            | 6 marzo 2020      | 6 marzo 2020         |